# Francesco Fidanza
Francesco Fidanza (* 1747 oder 1749 in Rom; † 16. Januar 1819 in Mailand) war ein italienischer Landschafts- und Marinemaler.

## Leben
Fidanza war ein Sohn des Malers Filippo Fidanza (1720–1790), der aus Città di Castello stammte, und hatte mindestens zwei jüngere Brüder, die ebenfalls als Landschaftsmaler tätig waren. Giuseppe Fidanza (um 1750–1820) und Gregorio Fidanza (1759 – 10. Januar 1823).
Er kam 1793 nach Florenz und ließ sich im Jahr 1800 in Paris nieder und wurde vermutlich ein Schüler von Eugène Delacroix oder wahrscheinlicher von Charles Francois Lacroix. Dort hatte er mit seinen Gemälden, die stilistisch an Claude Joseph Vernet erinnerten, großen Erfolg. Seit 1801 stellte er im Salon de Paris Alpenlandschaften und Winterbilder aus. Der Graf Giovanni Battista Sommariva erwarb einige seiner Werke für seine Villa  am Comer See in Italien. Fidanza fertigte zudem Gemälde für Vizekönig Eugen von Neapel, unter anderem Ansichten der Häfen von Ancona, Chioggia, Malamocca und Rimini, die später in die Pinacoteca di Brera nach Mailand kamen. Er soll last Angabe von Lorenz Oken am 16. Januar 1819 im Alter von 70 Jahren gestorben sein, trotzdem wurde sein Geburtsjahr von Victor Alexander Carus und anderen mit 1747 angegeben.

## Werke (Auswahl)
- 1776: Winterlandschaft
- 1790: Ausbruch des Vesuv

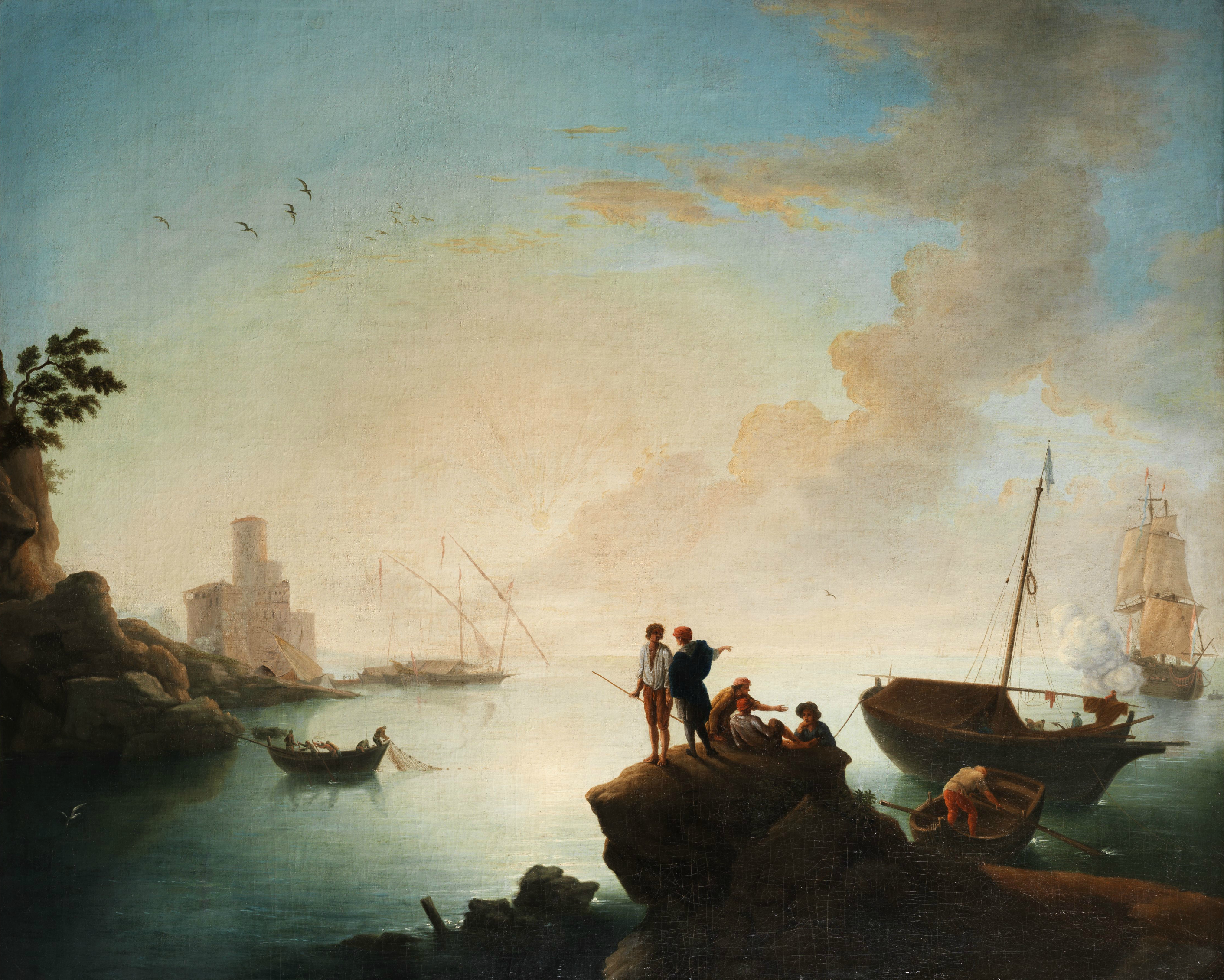
Südländische Hafenszene mit Fischern vor Kanonen feuernder Galeere

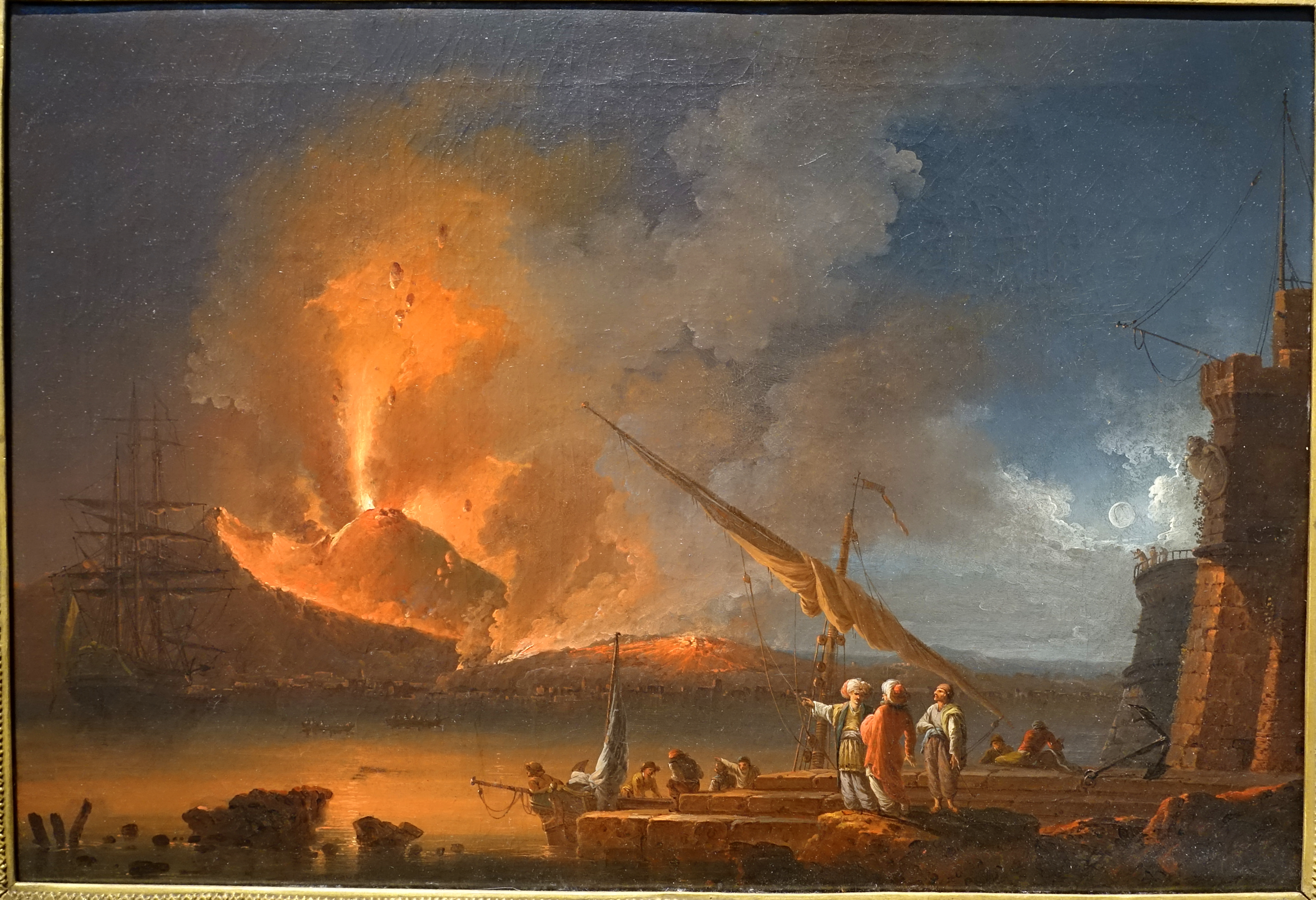
Ausbruch des Vesuv 1779

- 1801: Clair de lune und Temps de neige
- 1803: Alpenlandschaft
- Neblige Seelandschalt
- Schneefall (Pinacoteca di Brera, Mailand)
- Gebirgslandschaft mit einer befestigten italienischen Stadt (Galerie Harrach, Wien; Auf dem Gebirgsweg befindet sich ein Geschütz-Transport.)
- Italienische felsige Landschaft mit einem Wasserfall (Galerie Harrach, Wien)[7]
- zwei Marinemalereien (Lukasakademie, Rom)
- Zeichnungen (Uffizien, Florenz)